# Episodi di Wandin Valley (settima stagione)
La settima stagione della serie televisiva Wandin Valley è stata trasmessa in anteprima in Australia dalla Seven Network nel corso del 1987.
| nº | Titolo originale                       | Titolo italiano | Prima TV Australia | Prima TV Italia |
| -- | -------------------------------------- | --------------- | ------------------ | --------------- |
| 1  | Rocking the Boat (Part 1)              |                 | 1987               |                 |
| 2  | Rocking the Boat (Part 2)              |                 | 1987               |                 |
| 3  | Bitter Sweet (Part 1)                  |                 | 1987               |                 |
| 4  | Bitter Sweet (Part 2)                  |                 | 1987               |                 |
| 5  | One with the Lot (Part 1)              |                 | 2 febbraio 1987    |                 |
| 6  | One with the Lot (Part 2)              |                 | 3 febbraio 1987    |                 |
| 7  | Caught in the Act (Part 1)             |                 | 1987               |                 |
| 8  | Caught in the Act (Part 2)             |                 | 1987               |                 |
| 9  | No Place for a Lady (Part 1)           |                 | 1987               |                 |
| 10 | No Place for a Lady (Part 2)           |                 | 1987               |                 |
| 11 | Tall in the Saddle (Part 1)            |                 | 15 aprile 1987     |                 |
| 12 | Tall in the Saddle (Part 2)            |                 | 16 aprile 1987     |                 |
| 13 | Times Are a Changing (Part 1)          |                 | 1987               |                 |
| 14 | Times Are a Changing (Part 2)          |                 | 1987               |                 |
| 15 | Foul Play (Part 1)                     |                 | 1987               |                 |
| 16 | Foul Play (Part 2)                     |                 | 1987               |                 |
| 17 | Hit and Run (Part 1)                   |                 | 6 maggio 1987      |                 |
| 18 | Hit and Run (Part 2)                   |                 | 7 maggio 1987      |                 |
| 19 | Odds On (Part 1)                       |                 | 1987               |                 |
| 20 | Odds On (Part 2)                       |                 | 1987               |                 |
| 21 | Lost for Words (Part 1)                |                 | 1987               |                 |
| 22 | Lost for Words (Part 2)                |                 | 1987               |                 |
| 23 | Creative Play (Part 1)                 |                 | 6 aprile 1987      |                 |
| 24 | Creative Play (Part 2)                 |                 | 7 aprile 1987      |                 |
| 25 | Outsiders (Part 1)                     |                 | 1987               |                 |
| 26 | Outsiders (Part 2)                     |                 | 1987               |                 |
| 27 | A Nice Girl Like You (Part 1)          |                 | 1987               |                 |
| 28 | A Nice Girl Like You (Part 2)          |                 | 1987               |                 |
| 29 | Home and Away (Part 1)                 |                 | 1987               |                 |
| 30 | Home and Away (Part 2)                 |                 | 1987               |                 |
| 31 | Love Story (Part 1)                    |                 | 1987               |                 |
| 32 | Love Story (Part 2)                    |                 | 1987               |                 |
| 33 | Best Laid Plans (Part 1)               |                 | 1987               |                 |
| 34 | Best Laid Plans (Part 2)               |                 | 1987               |                 |
| 35 | My Brother's Keeper (Part 1)           |                 | 18 maggio 1987     |                 |
| 36 | My Brother's Keeper (Part 2)           |                 | 19 maggio 1987     |                 |
| 37 | ...Book by It's Cover (Part 1)         |                 | 1987               |                 |
| 38 | ...Book by It's Cover (Part 2)         |                 | 1987               |                 |
| 39 | The Lie of the Land (Part 1)           |                 | 1987               |                 |
| 40 | The Lie of the Land (Part 2)           |                 | 1987               |                 |
| 41 | Ghost of a Chance (Part 1)             |                 | 1987               |                 |
| 42 | Ghost of a Chance (Part 2)             |                 | 1987               |                 |
| 43 | The Right Mix (Part 1)                 |                 | 15 giugno 1987     |                 |
| 44 | The Right Mix (Part 2)                 |                 | 16 giugno 1987     |                 |
| 45 | Keep on Truckin' (Part 1)              |                 | 22 giugno 1987     |                 |
| 46 | Keep on Truckin' (Part 2)              |                 | 23 giugno 1987     |                 |
| 47 | Nobody's Perfect (Part 1)              |                 | 29 giugno 1987     |                 |
| 48 | Nobody's Perfect (Part 2)              |                 | 30 giugno 1987     |                 |
| 49 | Things of Value (Part 1)               |                 | 6 luglio 1987      |                 |
| 50 | Things of Value (Part 2)               |                 | 7 luglio 1987      |                 |
| 51 | Walking on Air (Part 1)                |                 | 13 luglio 1987     |                 |
| 52 | Walking on Air (Part 2)                |                 | 14 luglio 1987     |                 |
| 53 | Walking on Air (Part 3)                |                 | 20 luglio 1987     |                 |
| 54 | Walking on Air (Part 4)                |                 | 21 luglio 1987     |                 |
| 55 | Carnival Is Over (Part 1)              |                 | 1987               |                 |
| 56 | Carnival Is Over (Part 2)              |                 | 1987               |                 |
| 57 | Birds of Prey (Part 1)                 |                 | 3 agosto 1987      |                 |
| 58 | Birds of Prey (Part 2)                 |                 | 4 agosto 1987      |                 |
| 59 | Intensive Care (Part 1)                |                 | 30 settembre 1987  |                 |
| 60 | Intensive Care (Part 2)                |                 | 11 agosto 1987     |                 |
| 61 | Mozart Rules (Part 1)                  |                 | 17 agosto 1987     |                 |
| 62 | Mozart Rules (Part 2)                  |                 | 18 agosto 1987     |                 |
| 63 | Picking Up the Pieces (Part 1)         |                 | 1987               |                 |
| 64 | Picking Up the Pieces (Part 2)         |                 | 1987               |                 |
| 65 | Down to Earth (Part 1)                 |                 | 1987               |                 |
| 66 | Down to Earth (Part 2)                 |                 | 1987               |                 |
| 67 | Not Enough Cooks (Part 1)              |                 | 1987               |                 |
| 68 | Not Enough Cooks (Part 2)              |                 | 1987               |                 |
| 69 | Someone to Listen (Part 1)             |                 | 14 settembre 1987  |                 |
| 70 | Someone to Listen (Part 2)             |                 | 15 settembre 1987  |                 |
| 71 | A Different Breed (Part 1)             |                 | 21 settembre 1987  |                 |
| 72 | A Different Breed (Part 2)             |                 | 12 novembre 1987   |                 |
| 73 | Going for Broke (Part 1)               |                 | 28 settembre 1987  |                 |
| 74 | Going for Broke (Part 2)               |                 | 29 settembre 1987  |                 |
| 75 | What's Love Got to Do with It (Part 1) |                 | 1987               |                 |
| 76 | What's Love Got to Do with It (Part 2) |                 | 1987               |                 |
| 77 | Labour of Love (Part 1)                |                 | 1987               |                 |
| 78 | Labour of Love (Part 2)                |                 | 1987               |                 |
| 79 | Playing Possum (Part 1)                |                 | 1987               |                 |
| 80 | Playing Possum (Part 2)                |                 | 1987               |                 |
| 81 | The Last Straw (Part 1)                |                 | 1987               |                 |
| 82 | The Last Straw (Part 2)                |                 | 1987               |                 |
| 83 | All in the Game (Part 1)               |                 | 1987               |                 |
| 84 | All in the Game (Part 2)               |                 | 1987               |                 |
| 85 | Licensed to Kill (Part 1)              |                 | 1987               |                 |
| 86 | Licensed to Kill (Part 2)              |                 | 1987               |                 |
| 87 | Licensed to Kill (Part 3)              |                 | 1987               |                 |
| 88 | Licensed to Kill (Part 4)              |                 | 1987               |                 |